# René Duprée
Pour les articles homonymes, voir Dupree (homonymie) et Goguen.
René Goguen (né le 15 décembre 1983 à Moncton), mieux connu sous son nom de scène René Duprée, est un catcheur (lutteur professionnel) canadien francophone travaillant actuellement sur le circuit indépendant.
Fils du catcheur des provinces maritimes canadiennes Emile Duprée, il commence à faire du catch dès l'âge de 14 ans en 1998. Il signe avec la World Wrestling Entertainment (WWE) en 2002, où il devient champion du monde par équipe de la WWE avec Sylvain Grenier avec qui il forme l'équipe La Résistance et une fois champion par équipe de la WWE avec Kenzo Suzuki et est le plus jeune catcheur à remporter ces deux titres. Il quitte cette fédération en 2007.
Il part ensuite au Japon où il lutte à la Hustle en 2007 sous le nom de René Bonaparte et travaille aussi en Europe à l'American Wrestling Rampage (AWR) de 2008 à 2010 où il devient double champion poids-lourds de l'AWR. Il rejoint ensuite l'All Japan Pro Wrestling en 2010 où il remporte le championnat GAORA TV et quitte cette fédération un an plus tard. Après un passage sur le circuit indépendant, il retourne au Japon à la Wrestle-1 de 2013 à 2014.

## Jeunesse
Goguen est le fils du catcheur Emile Goguen, plus connu sous le nom d'Emile Duprée. Il fait partie de l'équipe de lutte de son lycée à Shediac.

## Carrière de catcheur

### Débuts (1998-2001)
Goguen s'entraîne auprès de son père dès l'âge de 13 ans dans le garage de la maison familiale. Pour son premier combat qui a lieu le 17 août 1998 à la Grand Prix Wrestling, la fédération de son père, il utilise le nom de ring de René Rougeau et bat Wildman Austin par disqualification. Il y lutte jusqu'en 2002 jusqu'à l'obtention de son diplôme de fin d'études secondaire.

### World Wrestling Entertainment (2002-2007)

#### Passage à l'Ohio Valley Wrestling (2002-2003)
En 2002, il signe un contrat avec la World Wrestling Entertainment (WWE) qui décide de l'envoyer à l'Ohio Valley Wrestling pour parfaire son apprentissage. Il fait son premier match en août où il perd face à Damaja. Il fait équipe avec Lance Cade et le 5 mars 2003 ils perdent un match pour le championnat par équipe du Sud de l'OVW alors vacant face à Seven et Travis Bane.

#### La Résistance (2003-2004)
Le 7 avril 2003, la WWE diffuse une vidéo où on voit René Duprée avec Sylvain Grenier qui se présentent comme étant une équipe de catcheurs français. L'équipe scénaristiques de la WWE cherche à utiliser les relations diplomatiques entre les États-Unis et la France qui sont alors tendu à l'époque dans un storyline. Ils remportent leur premier match télévisé le 5 mai où ils battent Spike Dudley et Tommy Dreamer, après ce combat ils attaquent leurs adversaire avant l'arrivée de Scott Steiner et Test. Une rivalité se met alors en place entre La Résistance et le duo Steiner - Test qui voit La Réstance l'emporter le 18 mai à Judgment Day. Ils deviennent ensuite les rivaux de Kane et Rob Van Dam qui sont alors champions du monde par équipe de la WWE et mettent fin à leur règne le 15 juin au cours de Bad Blood,. Ils défendent leur titre avec succès face aux Dudley Boyz le 24 août à SummerSlam grâce à une ruse de Rob Conway. Au cours de ce combat, Conway se déguise en cameraman pour se rapprocher de D-Von Dudley et le frapper. Leur règne s'achève le 21 septembre avec leur défaite face aux Dudley Boyz dans un match à handicap à élimination à Unforgiven. Il tente avec Rob Conway de récupérer ce titre le 20 octobre mais ils n'y parviennent pas.
Lors de WrestleMania XX, lui et Rob Conway perdent contre Rob Van Dam et Booker T dans un Fatal Four-Way match qui comprenaient également Garrison Cade et Mark Jindrak et les Dudley Boyz et ne remportent pas les World Tag Team Championship.

#### Poursuite des championnats (2004-2005)
Lors de  The Great American Bash (2004), il perd de nouveau contre John Cena dans un Fatal Four-Way Elimination match qui comprenaient également Booker T et Rob Van Dam et ne remporte pas le WWE United States Championship.

#### ECW et départ (2006-2007)

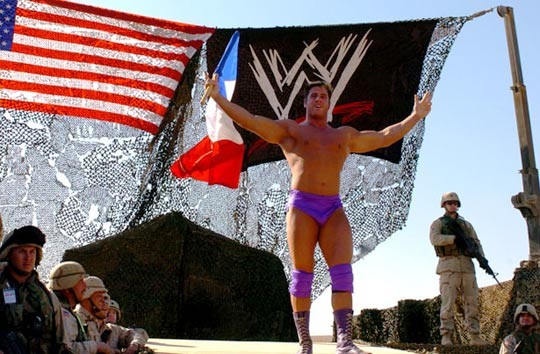
Duprée diurant le WWE Tribute to the Troops de 2004 en Irak.

Il est de retour en août 2006 dans la division ECW avec une série de promo. Il fait son retour dans le ring en battant Balls Mahoney le 12 septembre mais est battu ensuite deux fois par CM Punk puis par Bobby Lashley.
Il reforme La Résistance en février 2007 avec Sylvain Grenier mais l'équipe prend fin sans vraiment avoir débuté lorsque René Duprée est suspendu par la WWE pour usage de produits illicites. Le 26 juillet 2007, il est annoncé sur WWE.com que la WWE met un terme au contrat de René Duprée à sa propre demande.

### Circuit indépendant (2007-...)

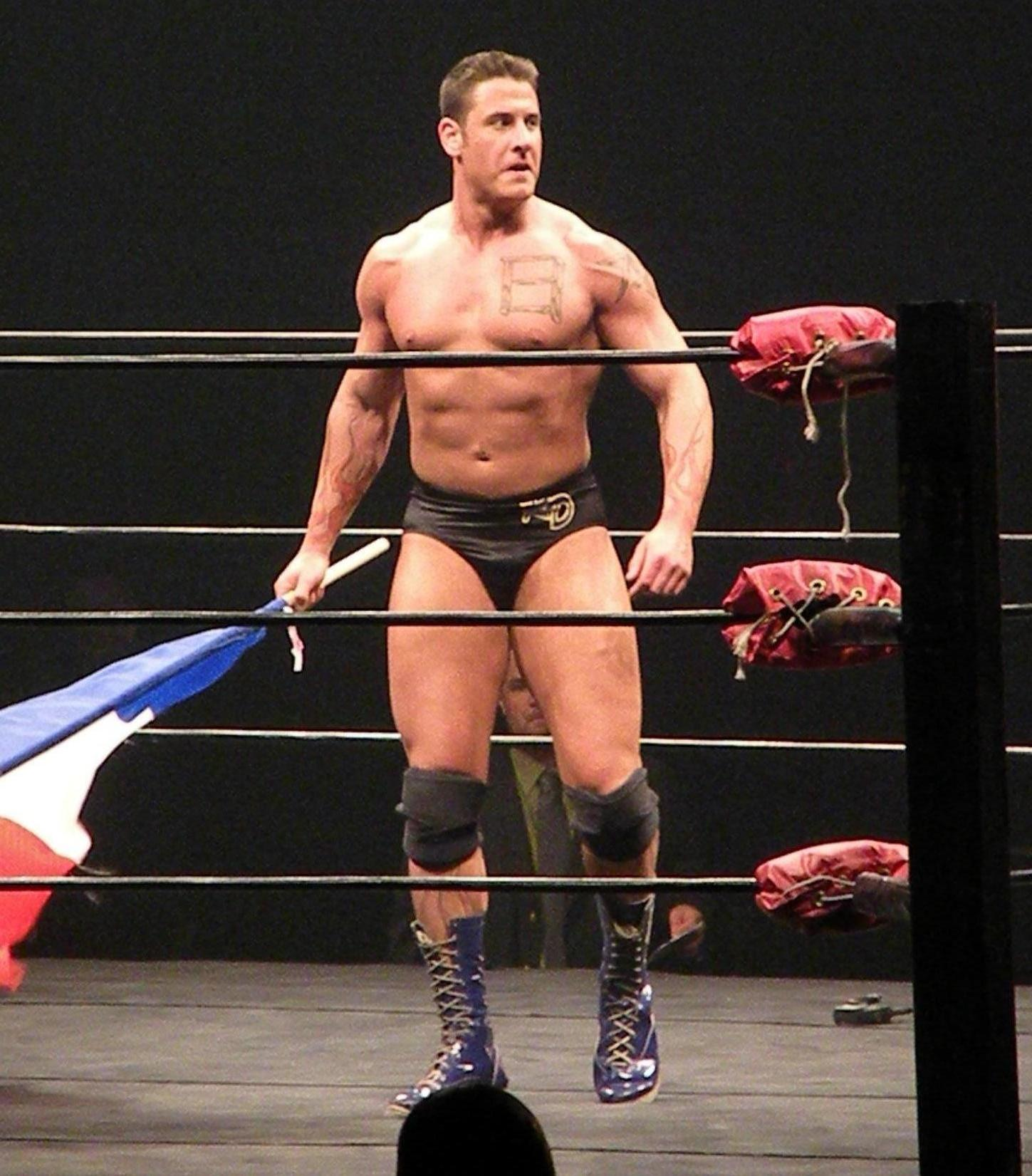
Duprée durent la tournée American Wrestling Rampage

Le 15 août 2007, il débute sous le nom de René Bonaparte pour la compagnie japonaise HUSTLE. Il bat Tajiri pour son premier match.
Le samedi 8 mars 2008, René lutte en France lors du show de la International Catch Wrestling Alliance durant le Fan Festival 5 et perd contre "Made in Germany" Eric Schwarz sur un petit paquet. Il participe  plus tard dans la soirée à une bataille royale entre tous les lutteurs mais est éliminé à la fin par Salvatore Bellomo. Il a également fait une tournée européenne avec l' American Wrestling Rampage. D'ailleurs, le 24 mars 2009, il remporte le AWR World Heavyweight Championship contre Rob Van Dam, lors du main event.
Lors de Apocalypse II, il perd contre A-Buck,.

### Hustle (2007–2009)

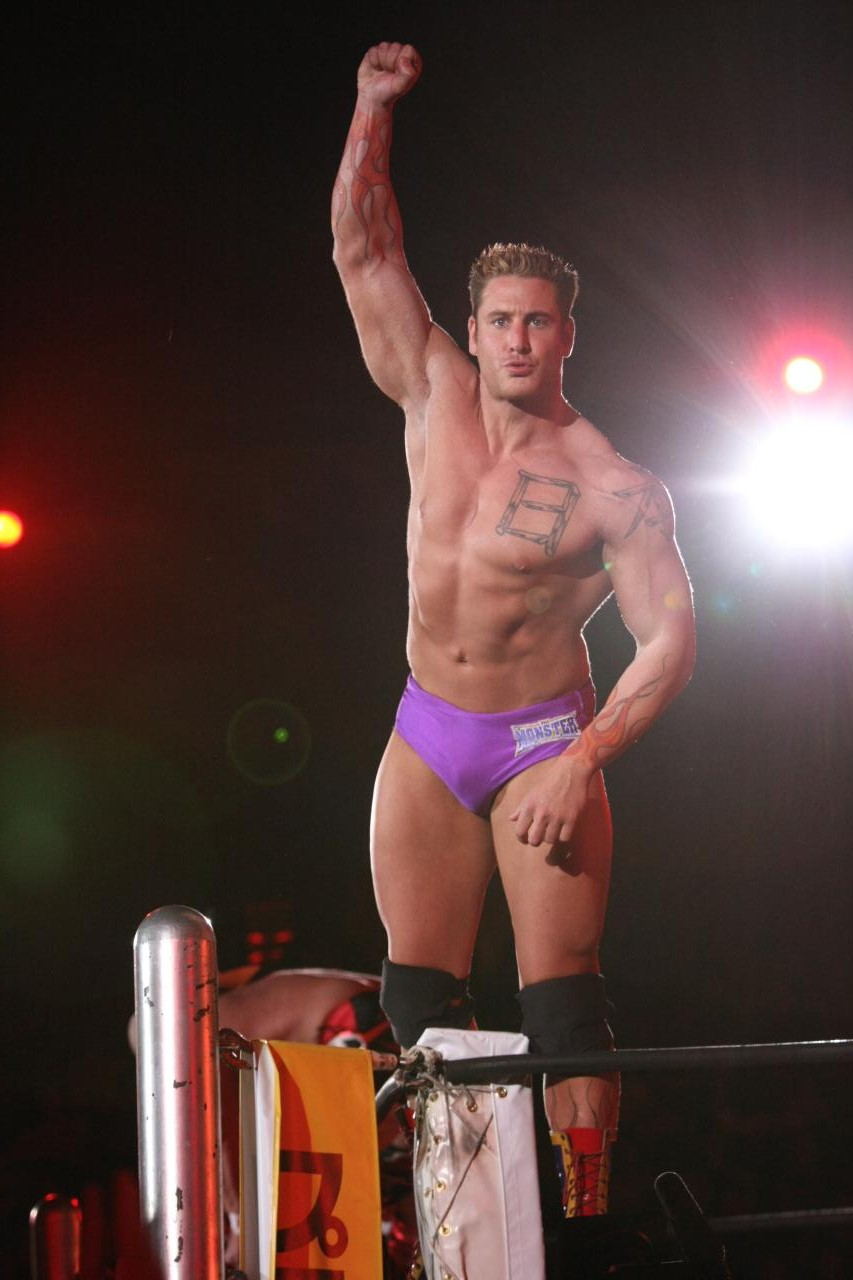
Gougen durant son temps à la Hustle

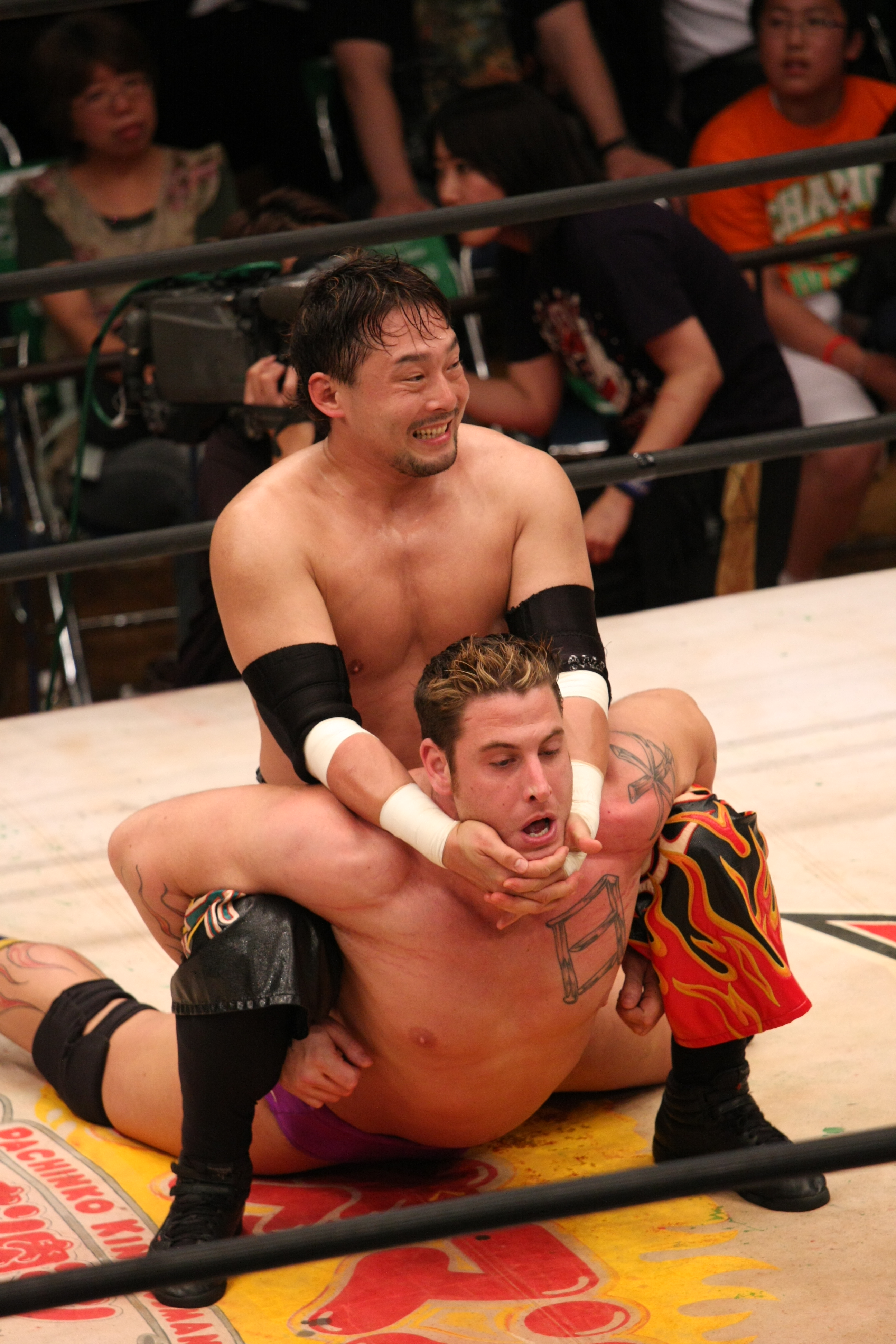
Yoshihiro Tajiri portant le camel clutch sur Duprée.

### All Japan Pro Wrestling

#### Voodoo Murders (2008, 2010–2011)
Le 20 septembre, lui et son ancien partenaire KENSO perdent contre Akebono et Taiyō Kea et ne remportent pas les AJPW World Tag Team Championship.

#### Gaora TV Champion (2013)
Le 27 mai 2013, lors d'une tournée à Cocagne dans la province du Nouveau-Brunswick au Canada, il bat Seiya Sanada est remporte le Gaora TV Championship. Cependant, il rend le titre à la promotion le 11 septembre après l' avoir quitté pour rejoindre la Wrestle-1.

### Wrestle-1 (2013–2014)
Durant la tournée d'octobre, il rejoint le clan Desperado de Masayuki Kōno. Lors de Kaisen: Outbreak, lui, Masayuki Kōno et Samoa Joe perdent contre Keiji Mutō, Rob Terry et Taiyō Kea. Le 15 mars, il participe à une Bataille Royale pour désigner le challenger pour le Championnat De La X Division de la Total Nonstop Action Wrestling qui voit la victoire de Seiki Yoshioka.

#### Retour et Enfants Terribles (2019)
Le 6 septembre 2019, son retour à la promotion est annoncé pour le 15 septembre en tant que nouveau membre du clan Enfants Terribles. Le 15 septembre, lui, Shotaro Ashino, Yusuke Kodama et Kuma Arashi perdent contre Masayuki Kōno, Manabu Soya, Daiki Inaba et Alejandro. Il participe ensuite au Wrestle-1 Tag League 2019 avec Kuma Arashi, où ils terminent premier de leur bloc avec 6 points et se qualifient pour la finale. Le 27 novembre, ils perdent contre Strong Hearts (T-Hawk et Shigehiro Irie) et ne remportent pas le tournoi.

### Pro Wrestling NOAH (2020–...)
En mars 2020, il est annoncé comme participant au Global Tag League 2020 en équipe avec El Hijo de Dr. Wagner Jr. et rejoint donc le clan de ce dernier, Sugiura-gun. Ils terminent 1er de leur bloc avec 2 victoires et 1 défaites et se qualifient donc pour la finale du tournoi qu'ils remportent le 18 avril 2020 en battant AXIZ (Gō Shiozaki et Katsuhiko Nakajima),. Le 19 avril, ils battent Naomichi Marufuji et Masaaki Mochizuki et remportent les GHC Tag Team Championship,. Le 10 août, ils rendent les titres à la Noah, faute de pouvoir assister aux événements de la promotion en raison des restrictions de voyage dues à la pandémie de COVID-19, rendant les titres vacants,.
Le 4 mai, ils battent Sugiura-gun (Hideki Suzuki et Takashi Sugiura) et remportent les GHC Tag Team Championship pour la deuxième fois,,.

## Palmarès
- All Japan Pro Wrestling
  - 1 fois Gaora TV Championship[38]

- American Wrestling Rampage (AWR)
  - 2 fois champion poids-lourds AWR
  - 1 fois AWR No Limits Champion

- Canadian Wrestling Federation
  - 1 fois CWF Tag Team Championship  avec Sylvain Grenier

- Federation de Lutte Quebecoise
  - 1 fois FLQ Tag Team Championship avec The Beast King FTM (actuel)[39]

- Great North Wrestling
  - 1 fois GNW Canadian Champion

- Pro Wrestling NOAH
  - 2 fois GHC Tag Team Championship avec El Hijo de Dr. Wagner Jr.[40]
  - Global Tag League (2020) avec El Hijo de Dr. Wagner Jr.[41],[42]

- Southside Wrestling Entertainment
  - 1 fois SWE Heavyweight Champion

- World Wrestling Entertainment
  - 1 fois World Tag Team Championship avec Sylvain Grenier
  - 1 fois WWE Tag Team Championship avec Kenzo Suzuki

## Récompenses des magazines
- Pro Wrestling Illustrated

| Année | 2003 | 2004 | 2005 | 2006 | 2007 |
| ----- | ---- | ---- | ---- | ---- | ---- |
| Rang  | 97   | 108  | 117  | 381  | 262  |

- Wrestling Observer Newsletter
  - Pire équipe de l'année 2003 pour La Résistance avec Sylvain Grenier[44]